# Socket 5
Socket 5 是Intel设计的CPU插座，於1994年3月面世，此插座供运行在75MHz到133MHz主频，同Pentium OverDrive和Pentium MMX同样采用3.3V核心电压的Pentium处理器使用， Socket 5是头一种采用交错的针脚排列的处理器插座，即 SPGA。这种设计允许处理器针脚比早期socket插座排列更多的针脚。Socket 5被 Socket 7取代

## 脚注
1. ↑  . pcguide.com.   [2009-03-31]. （原始内容存档于2009-04-12）.